# John Aldridge
John William Aldridge (Liverpool, 18 september 1958) is een Engels-Iers voormalig voetbalcoach en betaald voetballer die als aanvaller speelde. Hij geldt als een van de meest efficiënte aanvallers van zijn tijd.
Aldridge behaalde zijn grootste successen met Liverpool van 1987 tot 1989. Hij was profvoetballer van 1979 tot 1998 en speelde 69 interlands in het Iers voetbalelftal, waarin hij 19 keer scoorde. Aldridge behoorde tot de Ierse selectie op het EK 1988, het WK 1990 en het WK 1994.

## Clubcarrière
Aldridge – of "Aldo" – is afkomstig uit Liverpool en scoorde een Engels recordaantal van 474 doelpunten uit 882 wedstrijden, een cumulatie van competitie en beker. Daarmee verbrak hij ruimschoots het record van Tottenham Hotspur-icoon Jimmy Greaves (422 doelpunten). Greaves scoorde echter meer doelpunten dan Aldridge, omdat Greaves nog op amateurniveau actief was. Greaves klokte af op 511 doelpunten en is de enige Engelsman met meer dan 500 carrièredoelpunten. Aldridge' teller "bleef steken" op 474 carrièredoelpunten, te meer omdat hij actief werd als speler-coach van Tranmere Rovers en geen amateur werd. Hij scoorde 363 competitiedoelpunten uit 673 gespeelde wedstrijden, waarmee hij op competitieniveau de zesde meest efficiënte speler aller tijden is. In 1979 debuteerde Aldridge in het betaald voetbal.
Aldridge speelde voor de Engelse topclub Liverpool van 1987 tot 1989. Hij werd daar de opvolger van de naar Juventus vertrokken clubtopscorer Ian Rush. Rush keerde na één seizoen al terug naar de club. Met Liverpool veroverde Aldridge de Engelse landstitel in 1988 alsmede de FA Cup in 1989 onder clubicoon Kenny Dalglish. Hij vormde met Peter Beardsley en John Barnes – in zijn tweede seizoen ook met Rush – allicht de gevaarlijkste aanvalslinie in de clubgeschiedenis.
In zijn eerste seizoen bij Liverpool, 1987–1988, scoorde hij 22 competitiedoelpunten en 34 doelpunten in alle competities. Tussen 1987 en 1989 maakte hij 63 doelpunten uit een totaal van 104 wedstrijden voor Liverpool in alle competities. Eerder speelde hij voor Newport County en Oxford United, waar hij op de radar van de Reds kwam. Met Oxford United, in 1986 promovendus in de First Division, won Aldridge verrassend de League Cup in 1986. Bovendien verloor hij nog een FA Cup-finale met Liverpool in 1988, tegen nieuwbakken eersteklasser Wimbledon met 0–1. Aldridge, met Beardsley rond zich, werd na 64 minuten vervangen door Craig Johnston. Een strafschop van Aldridge werd gestopt door Wimbledon-doelman Dave Beasant, de eerste strafschop die werd gestopt in een FA Cup-finale.
In 1989 verhuisde hij van Liverpool naar Spanje, waar hij vervolgens twee jaar voor Real Sociedad uitkwam. Hij speelde er samen met zijn landgenoot Kevin Richardson. Hij verliet Spanje in 1991 en was van 1991 tot 1998 nog actief bij tweedeklasser Tranmere Rovers. In zijn nadagen ging Aldridge daar aan de slag als speler-coach, vanaf 1996. Hij scoorde 138 competitiedoelpunten voor de club en bereikte als coach van Tranmere Rovers de finale van de League Cup in 2000, maar de club verloor in die finale met 2–1 van Leicester City na twee doelpunten van verdediger Matt Elliott, de aanvoerder van The Foxes. Op 17 maart 2001 stapte hij op als coach van Tranmere Rovers.

## Erelijst
| Competitie        |                |                |                |                |
| Competitie        | Aantal         | Jaren          |                |                |
| Newport County    | Newport County | Newport County | Newport County | Newport County |
| ----------------- | -------------- | -------------- | -------------- | -------------- |
| Welsh Cup         | 1x             | 1980           |                |                |
| Oxford United     |                |                |                |                |
| Third Division    | 1x             | 1984           |                |                |
| Second Division   | 1x             | 1985           |                |                |
| League Cup        | 1x             | 1986           |                |                |
| Liverpool         |                |                |                |                |
| First Division    | 1x             | 1988           |                |                |
| FA Cup            | 1x             | 1989           |                |                |
| FA Charity Shield | 2×             | 1988, 1989     |                |                |

## Interlandcarrière
Bij de nationale ploeg werd Aldridge tien jaar lang geselecteerd, van 1986 tot 1996. Hij scoorde negentien doelpunten voor Ierland. Aldridge debuteerde in het Koning Boudewijnstadion tegen België op 10 september 1986, een 2–2 gelijkspel, en speelde zijn 69ste en laatste interland op 27 maart 1996 tegen Rusland (0–2 verlies).
Aldridge speelde mee op drie grote toernooien: het EK 1988 in West-Duitsland, het WK 1990 in Italië en het WK 1994 in de Verenigde Staten. Tony Cascarino en John Sheridan speelden vaak naast hem. Op 12 juni 1988 versloegen Ierland en Aldridge op een onvergetelijke manier de grote rivaal Engeland in de groepsfase van het EK (0–1). Aldridge gaf de assist voor Ray Houghton met een kopbal. Het was de eerste keer dat men de grote rivaal kon verslaan op een groot toernooi. Ierland was uitgeschakeld na de groepsfase. 
In Italië, op het WK 1990, werd Ierland opgedeeld in groep F. Zo ook met Nederland en sterspelers Marco van Basten en Ruud Gullit. Aldridge en co speelden 1–1 gelijk tegen Oranje. Daarnaast speelde men gelijk tegen Engeland (1–1). Kevin Sheedy scoorde het Ierse doelpunt na balverlies van de Engelse middenvelder Steve McMahon, in die tijd ploeggenoot van Aldridge bij Liverpool. Ierland en Aldridge moesten pas naar huis na de kwartfinale. Italië stootte door naar de halve finale met 1–0 na een doelpunt van Salvatore Schillaci op aangeven van Roberto Donadoni.
Vier jaar later waren de Ieren er weer bij op het WK in de Verenigde Staten. Evenals John Aldridge. Aldridge scoorde zijn enige WK-doelpunt ooit in de groepsfase van dat toernooi, met name tegen Mexico op 26 juni 1994. Ierland verloor dat duel met 2–1, maar stootte door naar de knock-outfase. De Ieren werden gewipt door Nederland in de achtste finale (2–0) op 4 juli 1994. Dennis Bergkamp en Wim Jonk, die laatste legde aan vanop ruime afstand, velden het vonnis. Het was meteen de laatste wedstrijd van Aldridge op een groot toernooi.